# 突褶瓦蛛
突褶瓦蛛（学名：Walckenaeria soundyoensis）为皿蛛科瓦蛛属的动物。分布于日本以及中国大陆的吉林等地。该物种的模式产地在日本。